# 12 septembre 1903
Le samedi 12 septembre 1903 est le 255e jour de l'année 1903.

## Naissances
- Alexandre Rjechevski (mort le 19 janvier 1967), dramaturge et scénariste soviétique

## Décès
- Augustus Radcliffe Grote (né le 7 février 1841), entomologiste britannique